# نیروهای فرانسوی آزاد

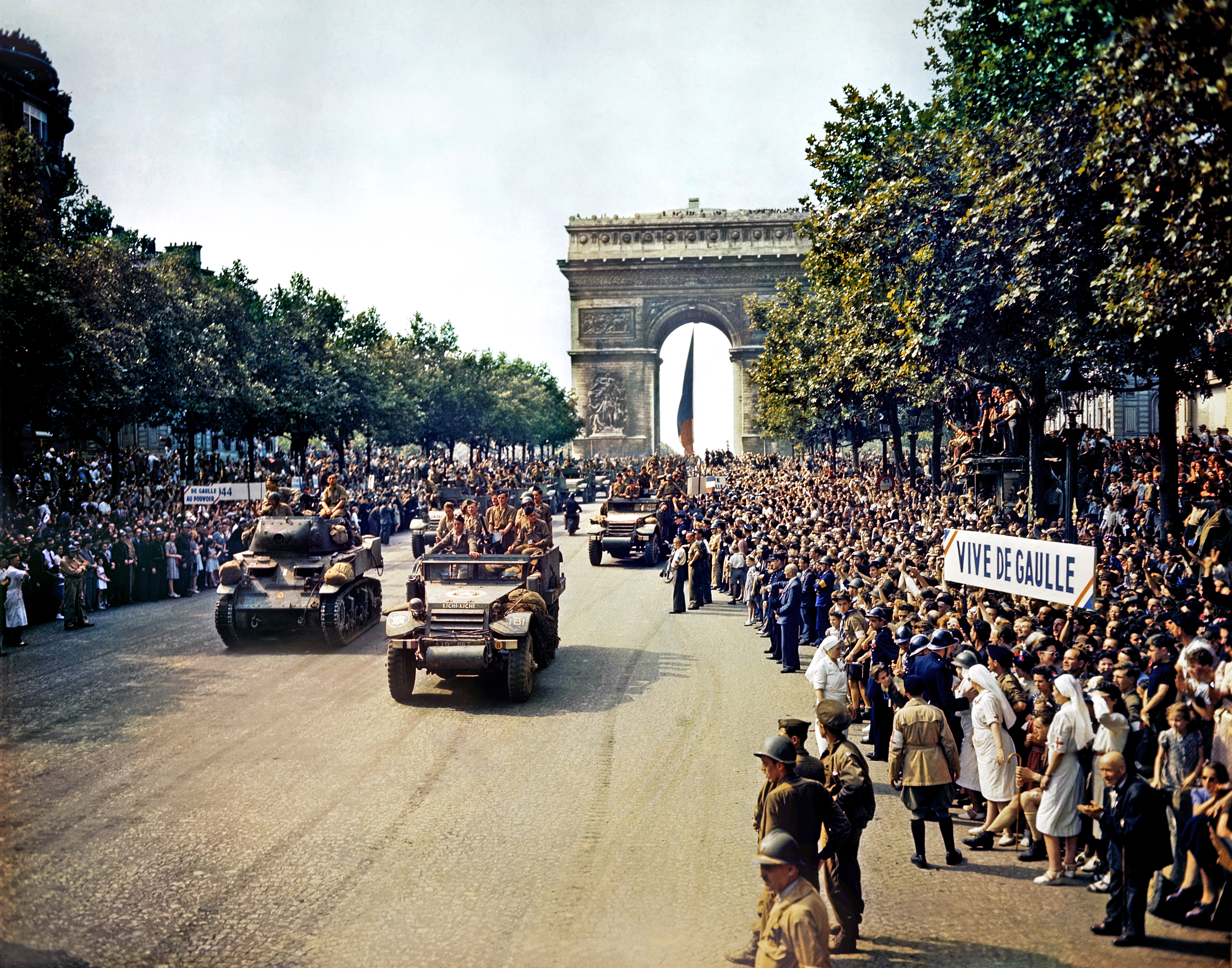
استقبال مردم فرانسه از نیروهای فرانسوی آزاد پس از آزادی پاریس (در ۲۶ اوت ۱۹۴۴)

نیروهای فرانسوی آزاد (به فرانسوی: Forces françaises libres) یگان‌های انفرادی یا ارتشی بود که به جنبش فرانسهٔ آزاد (la France libre)، سازمان مقاومتی که شارل دوگل در سال ۱۹۴۰ (میلادی) در لندن ساخت، پیوستند و به مبارزه علیه قدرت‌های محور پرداختند.